# Newfield, Bishop Auckland
Newfield är en by i unparished area Coundon, i kommunen Durham i grevskapet Durham, i England. Byn är belägen 4 km från Bishop Auckland. Orten har 368 invånare (2001). Newfield var en civil parish 1866–1937 när blev den en del av Bishop Auckland och Spennymoor. Civil parish hade 998 invånare år 1931.